# نور-
في سياق تسمية المركبات الكيميائية تستخدم السابقة نور- (باللاتينية: Nor-) لتسمية مشابه بنيوي يشتق من المركب العضوي الأم من إزالة ذرة كربون واحدة، وذلك مع مرافقاتها من ذرات الهيدروجين إن تحقق ذلك الأمر. بالتالي، ومن حيث المبدأ يمكن الحصول على الشكل نور- من مركب ما بإزالة مجموعة CH3 أو CH2 أو CH. تستخدم السابقة نور- أيضاً للإشارة إلى حذف الجسر الميثيليني في المركب الأم الحلقي، مما يعني تقلص الحلقة (تصغيرها). يمكن أيضاً استخدام لفظ منزوع الميثيل (-demethyl).
يعود أصل هذه السابقة إلى اختصار كلمة «normal»، والذي كان يستخدم في بدايات تسمية المركبات الكيميائية إلى الشكل منزوع الميثيل بالكامل من المركب الأم. عادة ما تضاف هذه السابقة قبل الاسم من دون تغيير على شكلها، لا باضافة علامة شرطة أو بكتابتها على شكل مائل.

## أمثلة
|            |  |               |
| إبينفرين   |  | نورإبينفرين   |
|            |  |               |
| تستوستيرون |  | نورتستوستيرون |